# Неумойка
«Неумойка» — советский рисованный мультипликационный фильм 1964 года. Снят по мотивам одноимённого стихотворения (издательство «Молодёжь»; 1952).

## Сюжет
На дворе, где живут домашние животные, все собрались умываться. Из кустов с плачем выходит маленький телёнок, который не желает принимать водные процедуры, а хочет оставаться грязнулей. Он настолько грязный, что пачкает всё, к чему прикоснется, и за это животные высмеивают грязнулю, называя того «неумойкой». Но телёнок всё же выкупался, став снова чистым. Все во дворе обрадовались этому, телёнок помирился с мамой.

## Создатели
| Автор сценария            | Георгий Карлов |
| Режиссёры                 | Марк Драйцун, Борис Храневич |
| Художники-постановщики    | Александр Лавров, М. Малова |
| Композитор                | Григорий Гембера |
| Оператор                  | Григорий Островский |
| Звукооператор             | Игорь Погон |
| Редактор                  | Тадеуш Павленко |
| Художники-мультипликаторы | В. Баев, Я. Горбаченко, Алла Грачёва, Марк Драйцун, В. Демкин, Ефрем Пружанский, Адольф Педан, Оксана Ткаченко, Ирина Чернова, Борис Храневич |

## Стилистические особенности
- В начеле 1960-х годов в украинской мультипликации на молодой студии «Киевнаучфильм» преобладал так называемый классический «диснеевский» стиль, пробывший значительно недолгое время.

– Мы тогда толком ничего не знали и не умели, – вспоминает Евгений Сивоконь, режиссёр студии «Укранимафильм» (она была основана в первые годы независимости на базе студии при «Киевнаучфильме»). – Но у нас был кураж, мы были революционерами и новаторами. Мы хотели низвергнуть самого Диснея. Дело анимации в Украине всегда держалось в основном на кураже. Собственно, само слово «аниматор» и означает «оживляющий, вдыхающий жизнь». Будущие мэтры учились у старшего поколения – Ипполита Лазарчука (он в то время возглавлял студию), Нины Василенко, Ирины Гурвич и друг у друга. Большим подспорьем, по их воспоминаниям, были пиратские копии диснеевских и югославских мультфильмов. Их по нескольку раз просматривали на монтажном столе, прокручивая ленту то медленнее, то быстрее.

– Мы вникали в то, как это делалось. С одной стороны, хотели научиться работать, как они, с другой – стремились привнести что-то своё и быть лучше, – говорит художник студии «Укранимафильм» Эдуард Кирич.
Поэтому, первые мультфильмы студии «Приключения Перца» (1960), «Веснянка» (1961), «Спутница королевы» (1962), «Непоседа, Мякиш и Нетак» (1963), «Пушок и Дружок» (1963) и «Неумойка» (1964) выполнены в не характерном для украинской мультипликации в последующие годы стиле.
- Сюжет мультфильма аналогичен содержанию сказки Корнея Чуковского «Мойдодыр».

## Издания
- Мультфильм выпускался на DVD-сборнике «Несмышлёный воробей».